# Николаев, Андрей Михайлович
Андрей Михайлович Николаев (18 (30) июля 1858, станица Чернореченская — 13 октября 1926, София) — генерал-лейтенант Русской императорской армии (1915), командир отдельной Закаспийской казачьей бригады (1913—1914) и 2-й Кубанской казачьей дивизии (1916—1917); Кавалер Золотого оружия «За храбрость». Состоял членом правления Союза русских ветеранов в Болгарии.

## Биография
Андрей Николаев родился 18 (30) июля 1858 года в станице Чернореченской Первого военного отдела Оренбургского казачьего войска в семье генерал-майора Михаила Ивановича Николаева (1826—1900). Кроме Андрея в семье было ещё пятеро детей: Николай (род. 1852), Константин (род. 1854), Владимир (род. 1863), Мария (род. 1869) и Ольга (род. 1871). Их матерью была дочь штабс-капитана Ольга Павловна, в девичестве Лобанова.
Андрей Михайлович последовательно окончил Оренбургскую Неплюевскую военную гимназию, затем — Михайловское артиллерийское училище, из которого выпустился по первому разряду, и Михайловскую артиллерийскую академию (также, по первому разряду). Позже он завершил обучение в Офицерской кавалерийской школе, с пометкой «успешно».
Николаев приступил к службе в Русской императорской армии 1 (13) сентября 1874; он числился по конной артиллерии Оренбургского казачьего войска. В конце мая 1877 года стал сотником, в конце августа 1881 — есаулом (с формулировкой «за отличие»). Чина войскового старшины Андрей Михайлович достиг в конце февраля 1899 года, также «за отличие», а перед Русско-японской войной, в начале мая 1903, он был произведён в полковники (с аналогичной формулировкой). В начале июня 1910 года стал генералом: получил погоны генерал-майора Императорской армии; до чина генерал-лейтенанта Николаев дослужился уже после начала Первой мировой войны, с конца июля 1915 года.
Андрей Николаев являлся участником Русско-турецкой войны 1877—1878 годов, в составе 5-й Донской казачьей батареи. С конца января 1883 по середину марта 1884 года он был советником Войскового хозяйственного правления Оренбургского войска. Затем он находился в отставке — вплоть до декабря 1886 года. В 1888 году он вновь оказался на действительной военной службе: с 1888 по 1891 год числился в 6-м Оренбургском казачьем полку. В середине августа 1894 года он стал командиром шестой сотни 2-го Оренбургского казачьего полка: занимал эту должность почти шесть лет (5 лет 11 месяцев и 23 дня). В тот же период Николаев неполный год являлся помощником командира своего полка по хозяйственной части (с середины мая 1899 по конец июля 1900), после чего стал помощником командира по строевой части.
7 (20) октября 1903 года Андрей Николаев получил под свой командование Оренбургский 1-й казачий полк, расквартированный в Харькове: он пробыл на этом посту до начала июня 1910; во время его командования полк посетил император Николай II. С полком он принял участие в Дальневосточном конфликте; 7 (20) ноября 1904 года Николаев вошёл в «депутацию» казаков, которые лично поздравили «его высокопревосходительству главнокомандующему» Алексея Куропаткина с избранием в почётные оренбургские казаки. Кроме Николаева в группу поздравлявших вошли: генерал Митрофан Греков, полковники Георгий Бычков и Михаил Гурьев, войсковой старшина Николай Волжин, есаул Пастухов, подъесаул Серов, Фадеев, хорунжий Горбунов, а также — по три «нижних чина» от первого, десятого, одиннадцатого и двенадцатого казачьих полков. Главнокомандующий, выразивший «радость слиться с оренбургским войском», лично раздал казакам полученные ими награды: Георгиевское оружие — Грекову, самому Николаеву, Бычкову и Волжину; орден Святого Владимира 4-й степени — Гурьеву и Фадееву.
В июне 1910 года Николаев был переведён на должность командира второй бригады 1-й Туркестанской казачьей дивизии. В конце июня 1912 года Николаев стал командиром второй бригады 3-й кавалерийской дивизии Русской императорской армии, а в начале ноября 1913 года — возглавил отдельную Закаспийскую казачью бригаду (занимал этот пост до 1914 года).

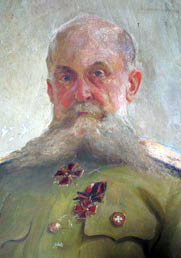
Портрет А. М. Николаева

В 1914 году Андрей Михайлович принял участие в Первой мировой войне: в том же году он стал начальником Макинского отряда Императорской армии в Персии. В 1915 году он был переведён на должность начальника Араратского отряда. С середины ноября 1915 по середину ноября 1916 года Николаев состоял начальником 5-й Кавказской кавалерийской дивизии, развернутой из отдельной Закаспийской казачьей бригады, которой он командовал ранее. Ближе к концу Великой войны он получил под своё начало 2-ю Кубанскую казачью дивизию: был в её главе с середины ноября 1916 по революционный, 1917 год.
После окончания активных боевых действий Гражданской войны Андрей Николаев оказался в эмиграции: по данным на 1921 год проживал в Болгарии. За рубежом он стал членом правления Союза русских ветеранов в Болгарии. 13 октября 1926 года Андрей Михайлович скончался в Софии.

## Награды
- Орден Святого Станислава 3-й степени (1895)
- Орден Святой Анны 4-й степени (1879): с надписью «За храбрость»
- Орден Святой Анны 3-й степени (1901) — мечи с бант (1904)
- Орден Святой Анны 2-й степени с мечами (1906)
- Золотое оружие «За храбрость» (1907) — по другим данным[6]: 6 (19) января 1908
- Орден Святого Станислава 2-й степени с мечами (1904)
- Орден Святого Владимира 4-й степени с мечами и бантом (1906)
- Орден Святого Владимира 3-й степени (1909)
- Орден Святого Станислава 1-й степени (1913) — мечи (1916)
- Болгарский орден «За храбрость» — герою Освободительной войны
- Высочайшее благоволение за особые труды по разработке вопроса об изменении существующих образцов обмундирования и снаряжения (1909)[5]

## Семья
Отец: Михаил Иванович Николаев (1826—1900) — сын зауряд-хорунжего Орунбургского войска; окончил Оренбургское училище земледелия и лесоводства. Генерал-майор Императорской армии с 24 сентября (6 октября) 1882; с 1874 по 1881 год служил чиновником в городе Илецкая Защита (1874—1881). Был награждён орденом Святой Анны 3-й степени; имел в Оренбургском уезде 809 десятин земли.
Брат (старший): Николай Михайлович Николаев (род. 3 (15) сентября 1852) — полковник (1889), окончил Третье Александровское военное училище по второму разряду; командир первой сотни 3-го Оренбургского казачьего полка (с 1886). Был награждён орденом Святой Анны 3-й степени с мечами и бантом «за отличие в бою с туркменами 26 сентября (8 октября) 1873 года». Умер в эмиграции в Китае (Харбин). Его супругой была дворянка, дочь коллежского асессора Анастасия Петровна Шишковская; в семье было трое детей: Пётр (род. 1872), Александр (род. 1883) и Михаил (род. 1885).
Брат (старший): Константин Михайлович Николаев (29 апреля (11 мая) 1854 — до 1918) — генерал-майор (1906), окончил Полоцкую военную прогимназию и Второе Константиновское военное училище (по второму разряду). Командовал 2-й Оренбургской казачьей батареей (с 1894) и Оренбургской казачьей артиллерийской бригадой (с 1906); был награждён орденом святого Владимира 4-й степени (1905). Его супругой была дочь священника Мария Васильевна Лавровская, уроженка Оренбургской губернии; в семье был сын — Михаил (род. 1884).
Брат (младший): Владимир Михайлович Николаев (6 (18) июня 1863 — 6 (19) ноября 1916) — штабс-капитан (1894), окончил Оренбургскую Неплюевскую военную гимназию и Второе Константиновское военное училище (по первому разряду). В 1888 году он сдал предварительный экзамен при штабе Казанского военного округа для поступления в Николаевскую академию Генерального штаба — но не поступил и был вынужден вернуться в Оренбургское войско. Стал командиром первой сотни 6-го Оренбургского казачьего полка (1891), а затем — офицером-воспитателем Второго Оренбургского кадетского корпуса (1894). Его супругой была дочь врача, надворного советника Юлия Адольфовна Лонткевич; в семье был сын — Леонид (род. 1894).
Сам Андрей Михайлович, по данным на 1905 год, был холост.

## Литератрура
- Ганин А. В., Семёнов В. Г. Николаев Андрей Михайлович // Офицерский корпус Оренбургского казачьего войска. 1891—1945: Биографический справочник. — М.: Русский путь; Библиотека-фонд «Русское Зарубежье», 2007. — 676 с. — ISBN 978-5-85887-259-7.
- Исмаилов Э. Э. Николаев Андрей // Золотое оружие с надписью «За храбрость». — М.: Старая Басманная, 2007. — 544 с. — ISBN 978-5-903473-05-2.
- Русско-японская война 1904—1905 гг. // Оренбургский казачий альбом / авт.-сост. В. Г. Семёнов, В. П. Семёнова. — Оренбург: Димур, 2012. — 384 с. — ISBN 978-5-7689-0281-0.
- Ганин А. В. История 1-го Оренбургского казачьего полка // История 1-го Оренбургского казачьего полка (с полковым фотоальбомом 1895 г.) / А. В. Ганин, А. В. Левченко, В. Г. Семёнов. — Х.: Райдер, 2007. — 76 с. — ISBN 978-966-8246-75-3.

Архивные источники
- ГАОО. Ф. 38. Оп. 1. Д. 386.